# Ospedale San Gerardo
L'ospedale San Gerardo, ufficialmente Fondazione IRCCS San Gerardo dei Tintori, è un IRCCS pubblico sito in via Pergolesi a Monza. L'ospedale è il principale presidio sanitario per la città di Monza e sede della facoltà di medicina e chirurgia dell'Università degli Studi di Milano-Bicocca.
Considerato di rilievo nazionale e ad alta specializzazione, il San Gerardo è il quarto ospedale pubblico per dimensioni della Lombardia. L'ente è attivo nella ricerca negli ambiti della cardiologia (ipertensione e scompenso cardiaco), della chirurgia dell'intestino, dell'ematologia pediatrica, dell'oculistica (chirurgia vitro-retinica e trapianti di cornea), dell'oncologia ginecologica, della radiodiagnostica e dal trapianto di midollo osseo.
Con la partecipazione alle reti di riferimento europee ERN - European Reference Network, la Fondazione IRCCS San Gerardo dei Tintori è centro di riferimento per le malformazioni cranio facciali su base genetica (ERN Cranio), le malattie ematologiche rare (EuroBlooNet), le malattie del fegato (Rare-Liver), le malattie metaboliche congenite (MetabERN) e l'oncologia pediatrica (PaedCan ERN).
È stato riconosciuto come IRCCS nella disciplina di pediatria. Ciononostante l'attività clinica e di ricerca del San Gerardo si integra ed estende alle altre specialità presenti in ospedale, in un'ottica di approccio a 360 gradi alle malattie multifattoriali e complesse e applicando percorsi di “transizione all’età adulta”.

## Storia

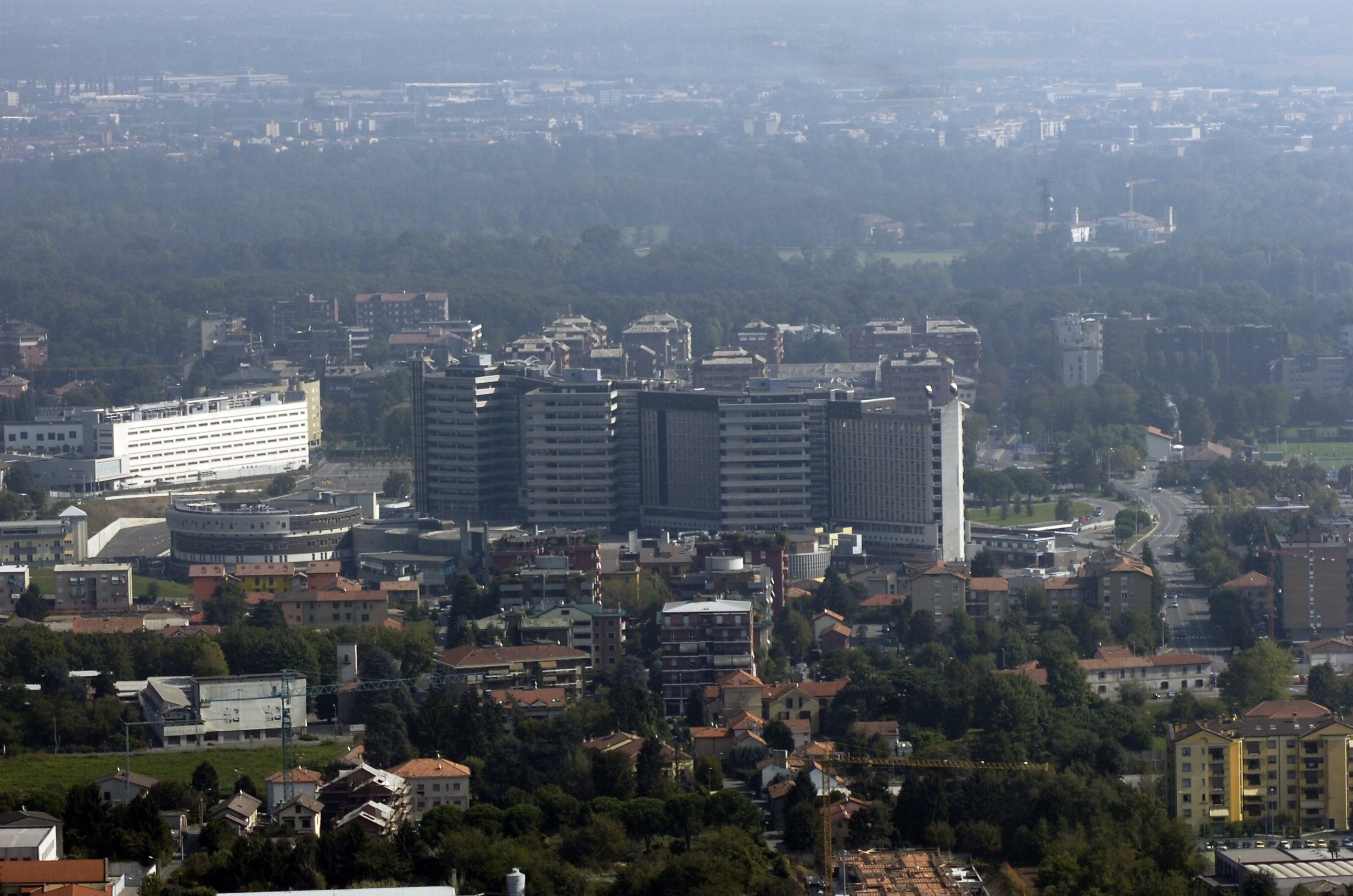
Veduta aerea dell'ospedale San Gerardo

Le origini dell'ospedale risalgono al 1174, quando Gerardo dei Tintori, appartenente a una famiglia borghese monzese, decise di ospitare alcuni malati nella propria casa, dando così vita al primo nucleo ospedaliero cittadino. Quello stesso anno stipulò una convenzione con il Comune di Monza e con il Capitolo del Duomo di Monza: l'ospedale sarebbe dipeso dall'autorità ecclesiastica ma con autonomia gestionale, mentre il Comune ne avrebbe garantito la tutela giuridica.
Nel corso dei secoli la sede fu più volte spostata e ampliata, mantenendo sempre il nome del Santo. Dal 1800 fino al secondo dopoguerra, l'ospedale fu collocato in via Solferino, nella struttura storica dell'ospedale Umberto I. Costruito tra la fine del XIX e l'inizio del XX secolo in stile eclettico, ospitava i principali reparti di degenza e ambulatori ed era integrato nel tessuto urbano del centro cittadino. Con il tempo, però, la struttura risultò inadeguata a far fronte alla crescente domanda sanitaria della Brianza, spingendo alla progettazione di un nuovo polo ospedaliero.
Nel 1962 il consiglio d'amministrazione dell'ospedale deliberò la costruzione di un nuovo complesso sanitario. Il progetto fu affidato agli architetti Marino Marrazzi e Gianfranco Righini; la posa della prima pietra avvenne il 14 novembre 1964 in via Pergolesi (poi via Donizetti), in una zona allora periferica della città.
Nel 1980 cominciò il trasferimento dei reparti dal vecchio ospedale alla nuova sede. Nel 1994 nacque l'Azienda ospedaliera San Gerardo di Monza e, nel 1998, vi fu annesso l'ospedale Bassini di Cinisello Balsamo.
Dal 2008 l'ospedale iniziò a erogare servizi anche per la Casa circondariale di Monza. Nel 2009 fu completato il trasferimento definitivo e l'attività in via Solferino fu ridotta ai soli ambulatori. Nello stesso anno l'area materno-infantile, con pediatria, ostetricia e neonatologia, fu affidata alla Fondazione Monza e Brianza per il Bambino e la sua Mamma (MBBM). Sempre nel 2009, l'ospedale Bassini e gli ambulatori di Cusano Milanino e Cologno Monzese furono trasferiti agli Istituti clinici di perfezionamento.
Nel 2012 la struttura ospedaliera fu riorganizzata, includendo anche gli ambulatori di Lissone e Macherio, mantenendo la collaborazione con la Fondazione MBBM. Dal 2016, in seguito alla riforma sanitaria lombarda, l'ospedale è stato integrato nella nuova organizzazione regionale.
Dal 2023, a conclusione della sperimentazione gestionale avviata con la D.G.R. VII/20887 del 2005, l'ospedale ha assunto la forma giuridica di Istituto di Ricovero e Cura a Carattere Scientifico (IRCCS), proseguendo l'attività in stretta collaborazione con la Fondazione MBBM e la Fondazione Tettamanti, attiva nella ricerca emato-oncologica pediatrica.

## Organizzazione
Al Direttore Generale spetta la gestione complessiva dell'Azienda, con il supporto della Direzione Sanitaria e della Direzione Amministrativa. L'organizzazione aziendale prevede alcuni Uffici affidati direttamente alla Direzione Generale che, con funzioni diverse, forniscono supporto tecnico, gestionale e specialistico alle funzioni di Direzione Strategica, al fine di perseguire gli obiettivi aziendali e assicurare lo sviluppo di valori e culture coerenti con la mission istituzionale.
Vi sono poi le Direzioni trasversali, che coordinano aree funzionali come la qualità, la sicurezza, la comunicazione, le risorse umane e la formazione, e le Direzioni tecniche e amministrative, che gestiscono le attività sanitarie, tecniche e gestionali con responsabilità operative e di presidio.
In particolare, la Direzione Sanitaria coordina e sovrintende tutte le attività cliniche, assicurando la qualità delle prestazioni assistenziali, mentre la Direzione Amministrativa gestisce le risorse finanziarie, materiali e logistiche dell'azienda.
A queste strutture si affianca il Comitato Consultivo Misto, formato da rappresentanti delle associazioni di volontariato e dell'azienda, con funzioni consultive e di proposta rivolte alla Direzione Aziendale per il miglioramento dei servizi e la partecipazione attiva dei cittadini.
L'assetto organizzativo dell'IRCCS prevede infine un sistema di controllo interno e audit che garantisce la conformità alle normative nazionali e regionali, nonché la trasparenza e l’efficienza gestionale.

## Struttura

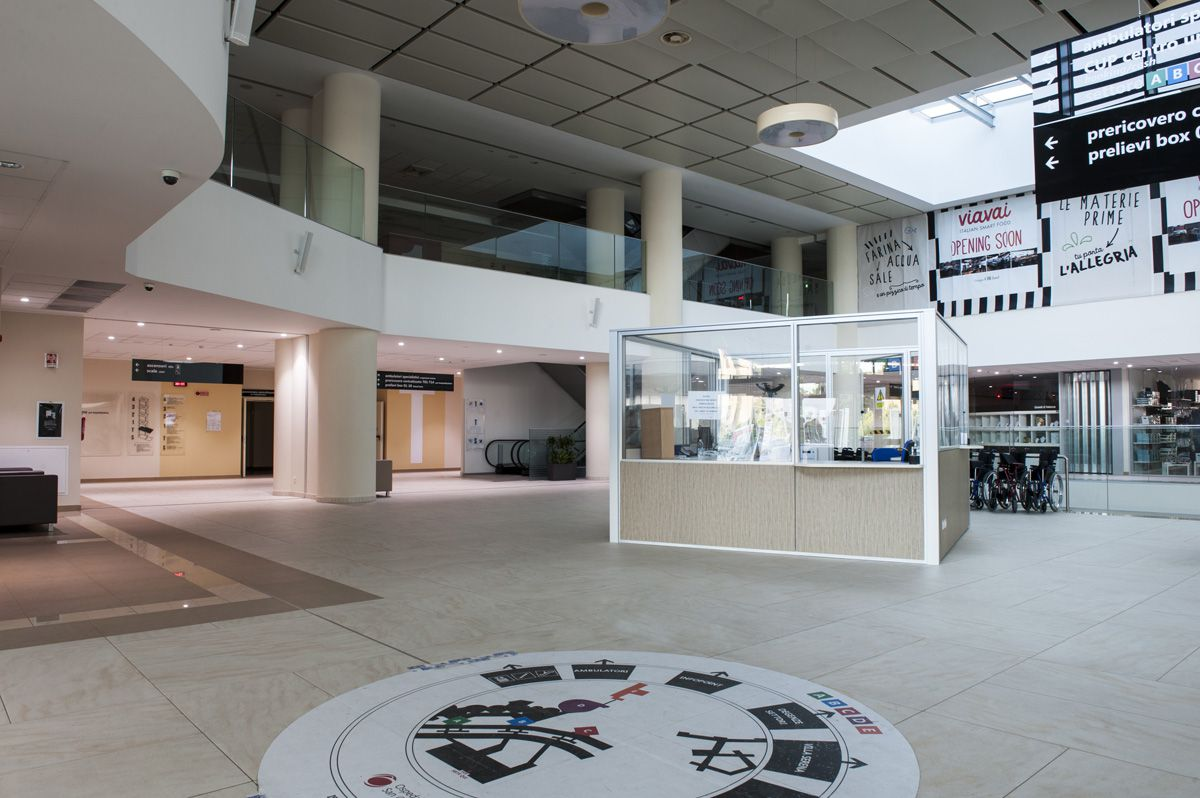
Interno dell'Ospedale San Gerardo di Monza

La capienza totale è di 953 posti letto e vi lavorano circa 3 500 persone tra personale sanitario, amministrativo e tecnico.

### Sede centrale
Il complesso ospedaliero del San Gerardo si articola in diversi settori:
- Settore A: Ostetricia, Ginecologia, Nido
- Settore B: inaugurato nel 2020, ospita oltre 300 posti letto e reparti come Medicina d'Urgenza, Chirurgia, Terapia Intensiva Respiratoria, Geriatria, Senologia, Cardiologia, Pneumologia, Urologia, Pediatria, Ostetricia, Ginecologia, e ambulatori pediatrici[18]
- Settore C: Cardiologia, Emodinamica, Chirurgia Vascolare, Stroke Unit, Neurologia, Neuropsichiatria Infantile
- Settore D: Radioterapia, Medicina Nucleare, Medicina Interna
- Settore E: Malattie Infettive[19]
- Palazzina Accoglienza: Centro Prelievi, CUP, ambulatori specialistici
- Villa Serena: Odontostomatologia, Medicina del Lavoro, Psichiatria, Psicologia Clinica
- Laboratorio di Terapia Cellulare e Genica "Stefano Verri": dedicato alla produzione di terapie cellulari e geniche in ambienti a contaminazione controllata[20]
- Banca degli Occhi: struttura per la conservazione e distribuzione delle cornee destinate al trapianto[21]

### Distaccamenti
- Poliambulatorio di Monza: struttura decentrata per prestazioni ambulatoriali specialistiche e diagnostica territoriale
- Università degli Studi di Milano-Bicocca - Polo di Medicina: campus universitario situato nelle aree adiacenti al nosocomio, sede dei corsi di Medicina e Chirurgia, Odontoiatria, Infermieristica e altre lauree sanitarie[22]

## Dipartimenti e Unità Operative

### Dipartimento Cardio-Toraco-Vascolare
- Cardiologia Clinica (Settore C, piano 6)
- Cardiologia Riabilitativa (Settore C, piano 6)
- Emodinamica (Settore C, piano 6)
- Terapia Intensiva Cardiologica (Settore C, piano 6)
- Chirurgia Vascolare (Settore C, piano 6)
- Pneumologia (Settore B, piano 7)
- Terapia Intensiva Respiratoria (Settore B, piano 7)

### Dipartimento di Chirurgia Generale e Specialistica
- Chirurgia Generale 1 (Settore C, piano 4)
- Chirurgia Generale 2 (Settore B, piano 4)
- Chirurgia d’Urgenza (Settore B, piano 3)
- Chirurgia Maxillo-Facciale (Settore B, piano 5)
- Chirurgia Plastica e Ricostruttiva (Settore B, piano 5)
- Chirurgia Senologica (Settore B, piano 6)
- Chirurgia Ginecologica (Settore B, piano 6)
- Chirurgia Urologica (Settore B, piano 8)
- Ortopedia e Traumatologia (Settore B, piano 9)
- Urologia (Settore B, piano 8)
- Day Surgery (Settore B, piano 1)

### Dipartimento Distretto Testa-Collo
- Neurochirurgia (Settore B, piano 2)
- Otorinolaringoiatria (Settore B, piano 4)
- Oculistica (Settore B, piano 3)

### Dipartimento di Malattie Infettive
- Malattie Infettive - Reparto (Settore E piano 1)
- Malattie Infettive - Day Hospital (Settore E, piano 0)

### Dipartimento Materno-Infantile
- Ostetricia e Ginecologia - Reparti e Sale Parto (Settore A, piano 4)
- Neonatologia e Patologia Neonatale (Settore A, piano 4)
- Pediatria - Reparto e Day Hospital (Settore A, piano 3)

### Dipartimento di Medicina Interna
- Medicina Generale (Settore B, piano 6)
- Medicina d’Urgenza (Settore B, piano 2)
- Geriatria (Settore B, piano 5)
- Gastroenterologia (Settore B, piano 6)
- Endocrinologia e Malattie Metaboliche (Settore B, piano 6)
- Nefrologia e Dialisi (Settore B, piano 1)

### Dipartimento Neurologico
- Neurologia - Acuti e Stroke Unit (Settore B, piano 10)
- Riabilitazione Neurologica (Settore B, piano 11)
- Neurofisiopatologia (Settore B, piano 1)

### Dipartimento di Oncologia Medica
- Oncologia Medica - Reparti (Settore C, piano 2)
- Oncologia Medica - Day Hospital e Ambulatori (Settore C, piano 1)
- Senologia Oncologica (Settore B, piano 6)

### Dipartimento di Ematologia
- Ematologia - Reparto (Settore C, piano 2)
- Ematologia - Day Hospital (Settore C, piano 1)
- Ematologia - Ambulatori (Settore C, piano 1)
- Centro Trasfusionale (Settore G, piano 1)

### Dipartimento di Diagnostica per Immagini
- Radiologia (Settore G, piano -1)
- Neuroradiologia (Settore G, piano -1)
- Risonanza Magnetica e TC (Settore G, piano -1)
- Medicina Nucleare (Settore G, piano -2)

### Dipartimento Urologico
- Urologia (Settore B, piano 8)

### Dipartimento Emergenza e Urgenza
- Pronto Soccorso (Settore A, piano 0)
- Osservazione Breve Intensiva (Settore A, piano 0)

### Altre Unità Operative e Servizi
- Anatomia Patologica (Settore G, piano 2)
- Medicina di Laboratorio (Settore G, piano 1)
- Centro Donazioni Sangue (Settore G, piano 1)
- Dermatologia (Settore B, piano 6)
- Odontoiatria (Villa Serena, piano 1)
- Servizio Dialisi (Settore B, piano 1)
- Servizio di Radioterapia (Settore G, piano -2)
- Servizio di Endoscopia Digestiva (Settore G, piano -1)

## Premi e riconoscimenti
Nella classifica World's Best Hospitals, stilata dalla rivista Newsweek in collaborazione con Statista Inc., l'Ospedale San Gerardo di Monza si è classificato al 14º posto tra i migliori ospedali d'Italia su un totale di 108 strutture valutate. Il risultato ha segnato un miglioramento di 13 posizioni rispetto all'anno precedente, evidenziando l'eccellenza nella qualità delle cure, nella ricerca scientifica e nell'innovazione tecnologica.
Nel 2020, l'ospedale ha ricevuto il premio "Corona Ferrea", una delle massime onorificenze civiche del Comune di Monza, per il contributo straordinario offerto durante l'emergenza sanitaria da COVID-19.
Nel gennaio 2023, l'Ufficio Stampa del San Gerardo, guidato da Veronica Todaro, ha ricevuto il premio "Ufficio Stampa d’Eccellenza" dal Gruppo Giornalisti Uffici Stampa Lombardia. Il riconoscimento ha premiato l'efficacia della comunicazione istituzionale, soprattutto nel periodo di trasformazione dell'ospedale in IRCCS.
Nel settembre 2024, la Fondazione IRCCS San Gerardo dei Tintori ha ricevuto un riconoscimento al Congresso Italiano di Medicina Nucleare per uno studio multicentrico sul linfoma follicolare. Il premio è stato assegnato a Lavinia Monaco, della struttura complessa di Medicina Nucleare diretta da Luca Guerra, per il miglior poster scientifico presentato.